# 23738 van Zyl
23738 van Zyl este o planetă minoră (asteroid) din Mars-crossing asteroid⁠(d). A fost descoperită pe 1 mai 1998 la Haleakalā Observatory⁠(d) de Near Earth Asteroid Tracking și a fost numită după Japie van Zyl⁠(d). 
Obiectul prezintă o orbită caracterizată de o semiaxă mare de 2,1562321 UAi, o excentricitate de 0,29, o înclinație de 5,81291 ° în raport cu ecliptica.